# Obelisco Laterano

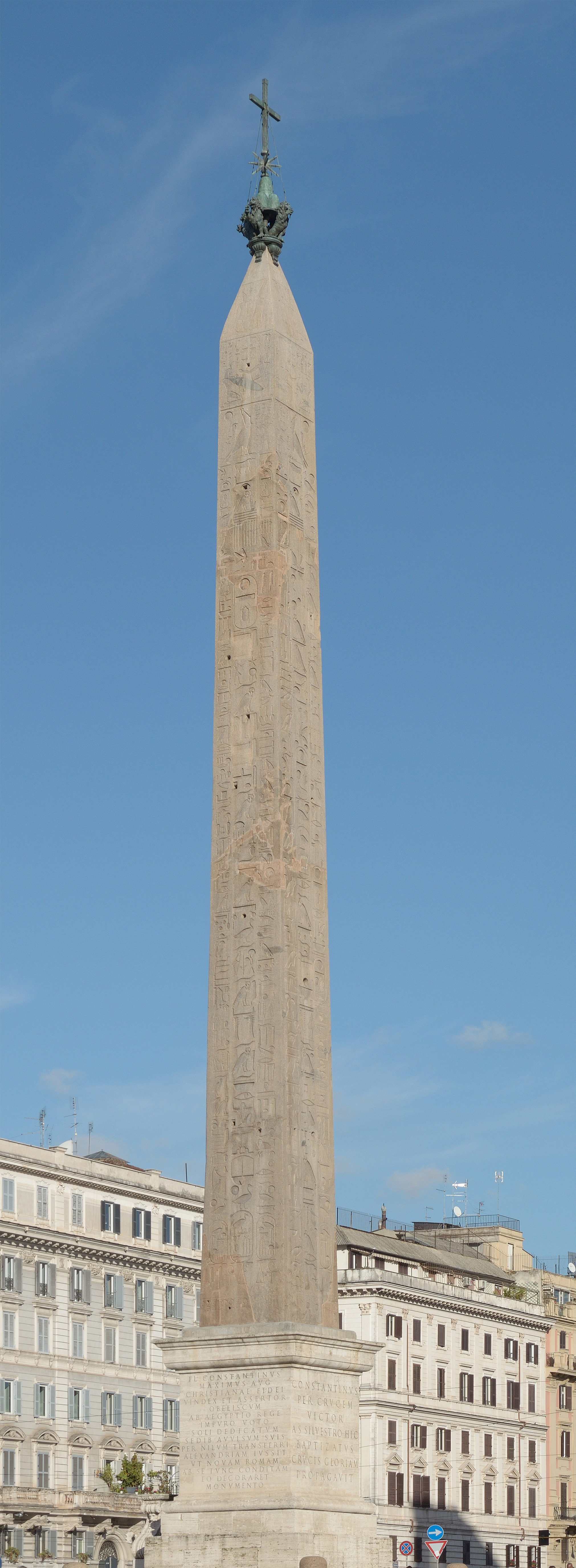
Obelisco Laterano

O Obelisco Laterano, chamado também de Obelisco de Latrão ou Obelisco Lateranense (em italiano:  Obelisco Lateranense), é o maior obelisco egípcio antigo ainda em pé do mundo e é também o mais alto obelisco na Itália, pesando 455 toneladas. Ele está localizado na praça em frente à Arquibasílica de São João de Latrão e ao Hospital San Giovanni Addolorata.

## História
Originalmente localizado no Templo de Amom em Carnaque, o obelisco foi primeiro levado para Alexandria pelo Nilo por um navio de obelisco no início do século IV juntamente com o Obelisco de Teodósio por Constâncio II. Ele pretendia levar os dois para Constantinopla, a nova capital do Império Romano do Oriente, mas o plano jamais se realizou. É da época dos faraós Tutemés III e Tutemés IV.

### Circo Máximo
Depois de permanecer por décadas em Alexandria, Constâncio mandou levar o atual "Obelisco Laterano" para Roma quando ele visitou a cidade pela primeira (e única) vez em 357. Ele foi erigido perto de um outro obelisco egípcio (Obelisco Flamínio), que já estava no local desde 10 a.C. e fora trazido por Augusto para decorar a spina do Circo Máximo. Lá os dois ficaram até a queda do Império Romano do Ocidente no século V, quando o Circo Máximo foi abandonado e ambos finalmente ruíram ou foram derrubados. Com o tempo, ambos foram enterrados pela lama e por detritos.
Relatos em primeira pessoa da época afirmam que a base (romana) do monumento ainda estava no Circo Máximo pelo menos até 1589. Ele continha um relato do transporte do obelisco por Constâncio, a instalação no local e uma dedicação do obelisco "de seu pai" inscrita nas quatro faces, como um longo epigrama.

### Piazza San Giovanni in Laterano
Embora pedaços do obelisco tenham sido encontrados nos séculos XIV e XV, uma escavação séria só foi possível durante o pontificado do papa Sisto V. Três pedaços foram encontrados em 1587 e, depois de terem sido restaurados pelo arquiteto Domenico Fontana, o obelisco restaurado ficou quatro metros mais baixo do que o original. Quando ele foi erigido perto do Palácio de Latrão e da arquibasílica em 9 de agosto em 1588, tornou-se o último obelisco egípcio antigo a ser erigido em Roma, justamente no local onde estava a Estátua equestre de Marco Aurélio (que se acreditava na época ser de Constantino) até 1538, quando foi realocada para decorar a recém-inaugurada Piazza del Campidoglio, no Monte Capitolino.